# Barbara Dennerlein
Barbara Dennerlein (München, 25 september 1964) is een Duitse hard bop-jazzorganiste en bandleidster.

## Achtergrond
Toen ze 11 jaar was kreeg ze haar eerste orgellessen. Deze volgde ze slechts anderhalf jaar en gaf met haar twaalfde jaar al concerten. Daarna ontwikkelde ze zichzelf verder. Met 15 jaar speelde ze al in een jazz-bar in München en in muziekgezelschappen was ze vaak de jongste muzikant. Na haar middelbare schoolopleiding gaf zij te kennen professioneel musicus te willen worden. Daarom volgde zij de studie Muziekwetenschappen en Muziekpedagogie aan de Ludwich Maximilians-Universiteit (LMU) in München, en gaf daarnaast ook nog optredens. Ze kreeg de bijnaam "Orgeltornado van München" en in 1982 had ze haar eerste televisieoptreden. Een eerste plaatopname volgde in 1983.

## Optreden
Aanvankelijk bespeelde zij bij haar optredens in de 80-er jaren een Böhm-orgel, maar omdat de Hammond B3 haar voorkeur had, kon zij die naderhand aanschaffen, één origineel gereviseerd instrument voor thuis en één verplaatsbare, speciaal voor haar aangepast voor optredens buitenshuis.

Het Hammond B3 orgel is haar basisinstrument. Zij treedt hiermee op als soloartiest maar ook in kwintetten, zoals haar eigen "Bebab" (bebop)-band. Kenmerkend voor haar composities zijn de combinaties van jazz en klassieke muziek en in haar spel onder andere de snelle en uitgebreide pedaalpartijen, het gebruik van uitgebreide registraties en gadgets, zoals het "tappen" bij het kerkorgelspel. 
Dennerlein heeft MIDI-interfaces aan de pedalen en toetsen van haar orgel gekoppeld, waardoor ze niet alleen synthesizer- en sampler-effecten kan toevoegen aan haar composities, maar ook zichzelf op pedaal begeleidt met virtuele contrabas. Hierdoor heeft ze tevens haar linkerhand vrij voor extra melodielijnen.
Ze werkte samen met Friedrich Gulda, Rhoda Scott en Daniel Messina en treedt op met symfonieorkesten en op internationale jazz-festivals. 
In 2002 maakte ze haar eerste jazz-cd-opname op kerkorgel. 
Haar nieuwe, thuis vast opgestelde, orgel is een speciaal naar haar wensen vervaardigd virtueel pijporgel met drie manualen, het pedaal gebaseerd op het kerkorgel en uitgebreide registratie. Dit orgel wordt gebruikt als simulatie- en oefenorgel voor het geven van orgelconcerten in kerken.

## Opnamestudio
Thuis beheert zij haar eigen opnamestudio en bewerkt en vervaardigt daar haar eigen opnamen, ook die welke elders bij live-optredens zijn gemaakt.

Zij brengt sinds 1985 haar opnamen uit onder haar eigen label Bebab Records.

## Composities
Haar meest bekende composities zijn:
- Stormy Weather Blues
- The Unforgettable
- Organ Boogy
- Pendel der Zeit
- Tribute to Charlie
- Tin Tin Deo
- Make it Spicy
- Going Home
- Charlies Walk
- Take Off
- Waltzing Pipes

## Discografie
- 1983: Jazz Live auf der Böhm
- 1984: Orgelspiele
- 1985: Bebab
- 1986: Days Of Wine And Roses
- 1987: Tribute To Charlie
- 1988: Straight Ahead! en Barbara Dennerlein Plays Classics
- 1989: Live On Tour
- 1990: Hot Stuff en Barbara Dennerlein Duo (bootleg)
- 1991: (Friedrich Gulda) Mozart No End
- 1992: That's Me en Solo
- 1995: Take Off!
- 1997: Junkanoo
- 1999: Outhipped
- 2001: Love Letters
- 2002: Spiritual Movement No.1 (kerkorgelopname)
- 2004: In A Silent Mood
- 2005: It's Magic
- 2006: The Best Of Barbara Dennerlein
- 2007: Change Of Pace (met symfonieorkest)
- 2008: Spiritual Movement No. 2 (liveopname in de Kaiser-Wilhelm-Gedächtniskirche in Berlijn)
- 2010: Bebabaloo
- 2012: Spiritual Movement No. 3 (kerkorgelopname)
- 2014: Barbara Dennerlein's Blues & Latin Project
- 2015: Studiokonzert
- 2015: Christmas Soul
- 2016: My Moments
- 2019: Best of the Blues